# Aérodrome de Chambéry - Challes-les-Eaux
Ne doit pas être confondu avec Aéroport de Chambéry - Savoie-Mont-Blanc.

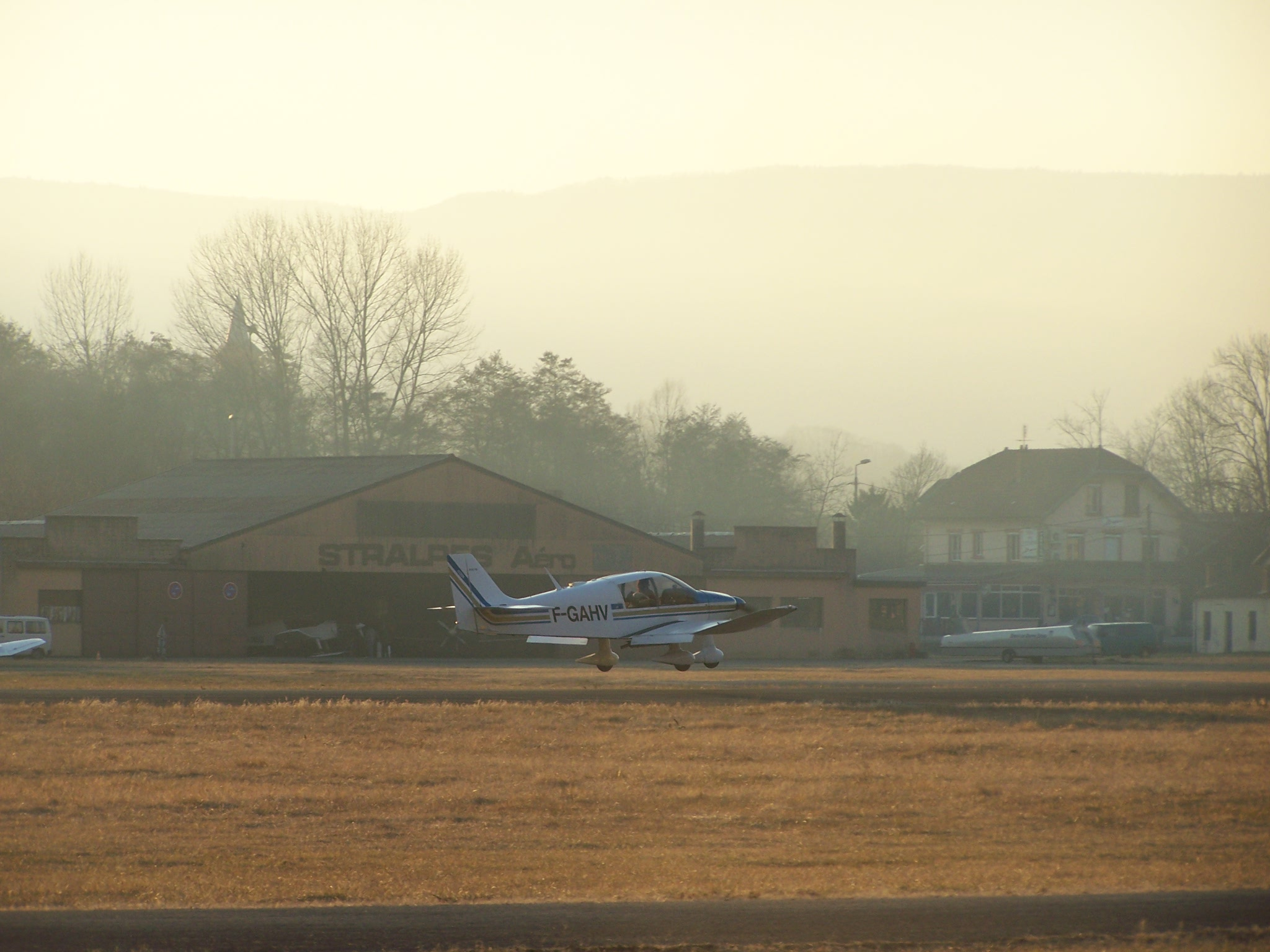
Atterrissage d’un Robin DR-400 en soirée.

L’aérodrome de Chambéry - Challes-les-Eaux (code OACI : LFLE) est un aérodrome ouvert à la circulation aérienne publique (CAP), situé en France sur les communes de Challes-les-Eaux et de Barby, à 4 km au sud-est de Chambéry dans le département de la Savoie en région Auvergne-Rhône-Alpes.
Il est utilisé pour la pratique d’activités de loisirs et de tourisme : vol à voile principalement mais aussi aviation légère.

## Histoire
L’aérodrome est né le 26 octobre 1913. Cependant, quelques mois auparavant, le 27 mai, le lieutenant Antonin Brocard, originaire de Biol en Isère, avait fait atterrir son Déperdussin TT sur la nouvelle piste, lors de son tour de France aérien.
En 2006, Chambéry métropole devient propriétaire du site, à la suite de la réforme aéroportuaire de la loi du 13 août 2004.
Depuis 2014, l’aérodrome accueille une classe aéro planeur en collaboration avec le Lycée Gaspard-Monge de Chambéry, le conseil départemental de la Savoie et Chambéry métropole. Cette classe compte entre 6 et 15 élèves et les cours sont répartis sur trois ans.

## Installations
L’aérodrome dispose de deux pistes orientées Sud-Est/Nord-Ouest (14/32) :
- Une piste bitumée longue de 990 mètres et large de 20, préférentielle 32 (les planeurs atterrissent dessus et dégagent dans l'herbe côté ouest).
- Une piste en herbe longue de 890 mètres et large de 80, (accolée à la première et réservée aux planeurs et aux aéronefs basés).
- Une zone hélicoptère bitumée (H).

L’aérodrome n’est pas contrôlé.
Les communications s’effectuent en auto-information sur la fréquence de 118,405 MHz et 122.500 MHz (fréquences en vol pour les planeurs)), indicatif d'appel "CHALLES".
Pas de reconnaissance verticale terrain en dessous de 3000 pieds si treuillage planeur.
L'utilisation simultanée des 2 pistes accolées n'est pas autorisée.
Carte d'atterrissage à vue (VAC) sur le site du Service de l'Information Aéronautique (SIA)
Présence d'arbres à proximité du seuil 32 (Turbulences modérées à fortes par fort vent d'Ouest-Nord-Ouest).
Le circuit planeurs est normalement à l'Est, par fort vent de Nord à Nord-Est, ils utilisent parfois le circuit Ouest (cause descendances).
Attention point SE de Chambéry-Aix (LFLB) très proche de la vent arrière avion (Ouest).

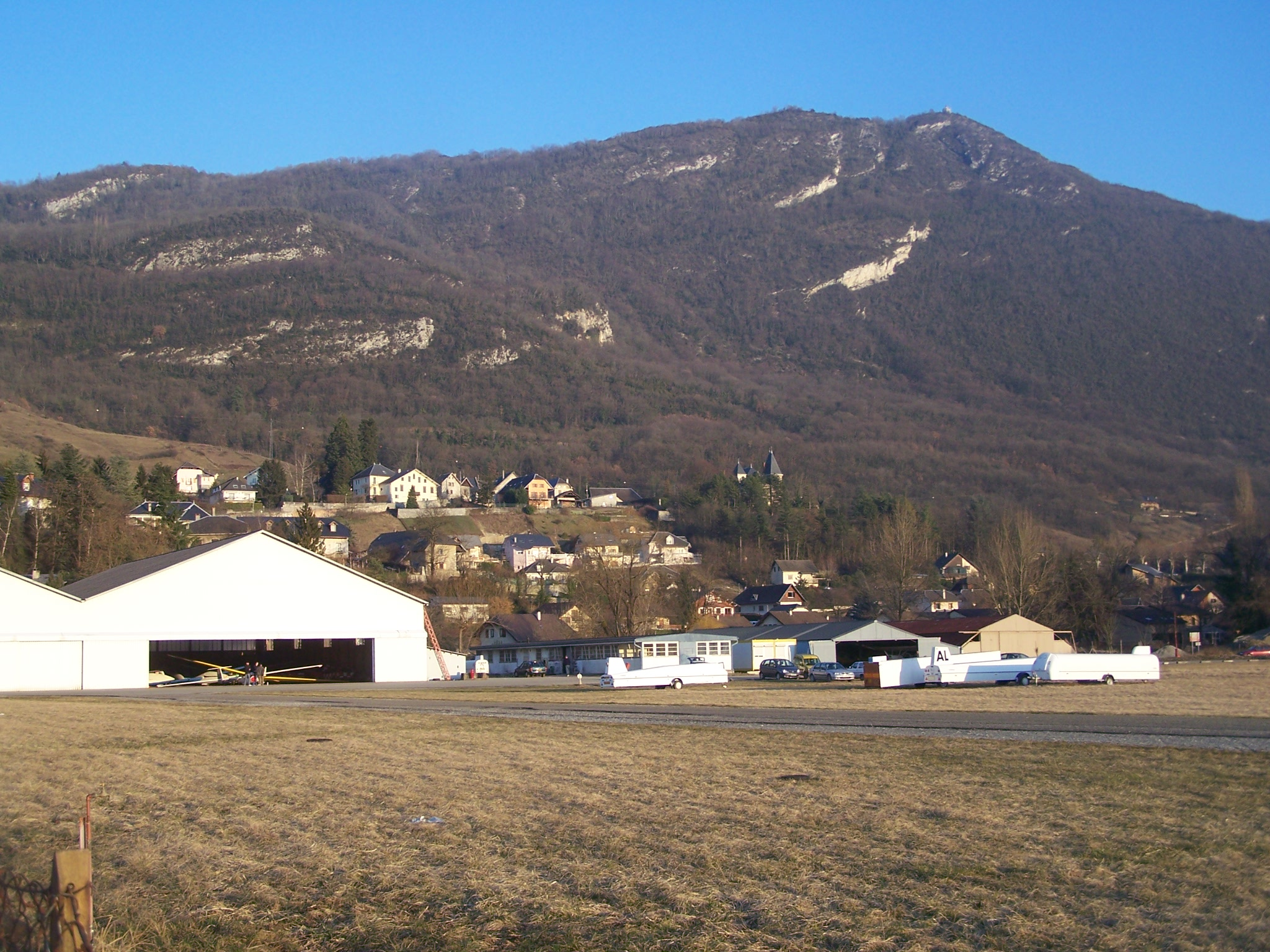
Hangars (Est) de l’aérodrome.

## Activités
- Centre Savoyard de Vol à Voile Alpin (CSVVA).
- Aéroclub CLAP 73 (école de pilotage)
- Aéroclub de Challes-les-Eaux. (école de pilotage avion)
- Aviation RG ULM.
- STRAPLS Société d'Ingénierie, études techniques.
- Restauration sur place en saison d'activité planeurs.